# Itapaci (kommun)
Itapaci är en kommun i Brasilien.   Den ligger i delstaten Goiás, i den centrala delen av landet, 210 km nordväst om huvudstaden Brasília. Antalet invånare är 18 481.
Följande samhällen finns i Itapaci:
- Itapaci

Omgivningarna runt Itapaci är huvudsakligen savann. Runt Itapaci är det glesbefolkat, med 19 invånare per kvadratkilometer.